# トニー・メオラ
トニー・メオラ(Antonio Michael “Tony “ Meola[miˈoʊlə]; 1969年2月21日 - )は、1990年、1994年、1998年のワールドカップアメリカ代表にも選ばれたことがあり、1996年から2006年まで、米国のトップリーグであるメジャーリーグサッカーでプレーし数々の栄誉を勝ち得たサッカー選手である。彼はいま、慈善試合のためのチーム、グローバル・ユナイテッドFCでプレーしている。

## クラブ経歴

### 少年期とサッカーキャリア
メオラは、ニュージャージー州ベレヴィルで生まれ、同州のカーニーで育ち、カーニー高校に在籍している時にサッカーを始めた。彼の愛する父、ヴィンセンゾはアメリカに移住してくるまではイタリア2部リーグのアヴェッリーノでサッカーをしており、トニーは父からサッカーを教わった。トニーは同州選抜チームに、1985年にゴールキーパーとして、翌年にはフォワードとして選出されている。高校時代の実績として、41試合の無失点試合、42得点を挙げている。
1999年、スターレッジャー紙の「1980年代のニュージャージー州内高校トップテン選手」として掲載した。メオラはサッカーでの優秀さのみならず、ライバル高校との対抗戦に3種の競技をこなしている。彼は同校のバスケットボールのキャプテンとしても活躍し、その上、1987年の同州選抜野球チームにも名を連ねた。ニューヨーク・ヤンキースがドラフト指名をし、後にファームチームでプレーすることになった。

### 大学時代
メオラはバージニア大学にサッカーと野球のスポーツ特待生で入学した。バージニアにいる間に、彼はブルース・アリーナのもとでプレーし、同時にキャバリアーズでプレーし、国際試合にも出場するようになっていた。1987年10月、FIFAワールドユースのゴールマウスを守っていた。
彼は1年時、2年時ともに全米選抜の栄誉を受けた。加えて、1年時の1988年にヘルマントロフィーを受賞し、2年時である翌年にはMAC賞を受賞した。1989年12月15日、彼はバージニア大学を去ることを決め、アメリカ代表チームとしてのキャリアを追い求める決断をした。
また、彼は野球の試合でも、ライバル大学と戦っている。

### イングランド
メオラは、1990年ワールドカップの前にして、サッカー連盟(USSF)と契約を交わし、大会の後にはローン移籍でイングランドのブライトン＆ホーヴ・アルビオンにサインし、11試合に出場したが、リーグ戦ではたった2試合の出場に終わった。彼の最初の出場は負傷したペリー・ディッグウィードに代わってであったが、すぐさまその試合のMVPとなった。1990年9月14日、アメリカに戻る前にワトフォードへ移籍した。ワトフォードでの出場を得られないまま過ごしたため、規定により労働ビザの更新が降りず、メオラはアメリカに戻ることになった。

### アメリカへの出戻り
1991年、アメリカプロサッカーリーグのフォートローダーデール・ストライカーズでプレーした。ゴールを守るのは、アーニー・モーサーとの競り合いだった。1994年12月14日、ナショナルプロサッカーリーグのバッファロー・ブリザードと1994-1995年シーズンのインドアサッカーの契約を結んだ。彼はチームのスタメンであったが、1995年1月31日、彼はオフブロードウェーのTony n' Tina's Weddingの主役を張ることを発表し、チームを去るまでに残り5試合に出場することを発表した。
1995年2月、メオラはロングアイアランド・ラフライダーズに参加し、1995年のユナイテッドサッカーリーグの準備をした。その年、チームはチャンピオンを獲得した。

### メジャーリーグサッカー
メジャーリーグサッカー(MLS)が創設されて、メオラはメトロスターズに所属することになり、1996年から1998年までほぼすべての試合で先発メンバーとして出場した。リーグが始まる前、1996年2月にイタリアのクラブ、パルマで3週間のトレーニングに参加した。メトロスターズにいる期間、1996年に9度の無失点試合の当年リーグの記録を作った。しかしながら、年間優秀ゴールキーパー賞は逃し、マーク・トッドが栄誉に輝いた。
メオラは1999年に、アレクシー・ララスと共に、カンザスシティ・ウィザーズのマーク・チャンとマイク・アマンとのトレードになったが、最初のシーズンは怪我のために、ほとんどピッチに立つことはなかった。2000年、メオラはリーグMVP、年間優秀ゴールキーパー賞、そしてMLSカップのMVPをも獲得し、カンザスシティをチャンピオンに導いた。このときに、リーグ記録となる16試合無失点を成し遂げている。
メオラは2004年までウィザーズでプレーした。最後の年は怪我もあり、スタメン競争に敗れた。ボー・オショニーがゴールマウスを守る日々が続き、次のシーズンにはメオラには戻る場所がなかった。2005年6月、メトロスターズが再び彼を必要としたため、移籍をし、そしてMLSベストイレブンに選ばれるまでになった。翌2006年シーズン、メオラはチーム名がメトロスターズからニューヨーク・レッドブルズに変わり、興味を失い、インドアサッカーのニュージャージー・アイアンメンと2007年8月14日に契約することに至った。

## 代表経歴
メオラのアメリカ代表デビューは1988年6月10日の対エクアドル戦だった。2度目の出場は1年後、1989年6月4日のマルボロカップでペルーに勝利した試合だった。チームは優勝トロフィーをニュージャージー州カーニーのスコットランド系アメリカ人たちのクラブへ持っていき、パーティーの後で、ホテルに戻り、そこでトロフィーをフロントデスクに置いたままにして帰宅してしまった。このことについて、「1週間後、ダグ・ニューマンが私を呼び、どこにカップを置いたんだ、と訊いてきた。彼に、ホテルに忘れてきたんだ、と答えた…。戻ってくると信じていた。その頃のアメリカサッカー代表にはわずかにしか優勝トロフィーを持っていなかったのだから。」
その晩夏、代表チームはイタリアへ遠征し、何クラブかとのセリエAチームと試合をした。ちょうどその頃、デイビッド・ヴァノールが代表での先発メンバーであったが、ヴァノールはUSSFと契約について何ヶ月も係争中であり、メオラの急成長でゴールキーパーの座は取って代わられた。代表監督のボブ・ガンスラーはASローマ戦のスターティングメンバーにメオラを抜擢したかったが、練習中に頭部に怪我を負っていた。ヴァノールはゴールキーパーとして先発し、試合は4-3で勝利したが、無残な3ゴールを奪われてしまった。ガンスラーはヴァノールをベンチメンバーとし、メオラを重宝するようになった。それ以降、ヴァノールは代表チームでプレーすることはなくなってしまった。メオラはそのまま代表の座にとどまり、予選最終節でのトリニダード・トバゴ戦を1-0で激戦の末に勝利し、1990年ワールドカップへの出場を果たした。本選ではグループリーグ全試合フルタイム出場をしている。
メオラは1990年から1994年まで代表チームのゴールを守り続けた。1994年の決勝トーナメントにおいても、彼の活躍と、ポニーテールの髪型は、彼を国民に強く印象づけた。トーナメントでアメリカはブラジルに敗れた後、ボラ・ミルティノビッチ監督にNFLのプレースキッカーをやらせてくれと懇願したが、監督はメオラを代表チームに呼ぶことはなくなり、1999年1月に再招集になるまで代表選出はなかった。それまでに、ケーシー・ケラーやティム・ハワードの台頭があり、1990年代初頭のようなポジションにつくことは叶わなかった。しかし、彼は代表に呼ばれ続け、2006年には代表出場100試合を達成した。彼はブラッド・フリーデルとケーシー・ケラーに次ぐ第3ゴールキーパーとして、2002年ワールドカップにも代表入りしている。

## メジャーインドアサッカーリーグ(MISL)
2007年7月、メジャーリーグインドアサッカーリーグ(MISL)のチーム増設にあたって、ニュージャージー・アイアンメンと契約をした。チームはニューアークの真新しいプルデンシャル・センターで試合を開催した。メオラは先発ゴールキーパーとしてその初年度のプレーオフ進出に導いた。

## サッカー以外での事業
メオラはサッカー以外でも、1994年7月にはNFLのニューヨーク・ジェッツのプレースキッカーとしてトライアウトを受けたり、オフブロードウェーのTony n' Tina's Weddingに出演したり、自身の映画を上演したりと様々に活躍した。
また、ニュージャージーのカバーバンド、マッシュマウスの結成メンバーのドラマーとしても活躍した。
1993年のスーパーファミコンソフトに彼の名が入った「トニー・メオラのサイドキックサッカー(日本ではラモス瑠偉のワールドワイドサッカーという名前で発売)」というゲームがリリースされている。
メオラはいま、同州のトムズリバーにある彼の息子が入っているU-12サッカークラブでコーチをしている。2012年、メオラはアメリカサッカー殿堂入りした。

## 個人成績
| クラブ成績 | クラブ成績                                | クラブ成績 | リーグ | リーグ | カップ       | カップ       | 国際大会       | 国際大会       | 通算 | 通算 |
| シーズン   | クラブ                                    | リーグ     | 出場   | 得点   | 出場         | 得点         | 出場           | 得点           | 出場 | 得点 |
| USA        | USA                                       | USA        | リーグ | リーグ | USオープン杯 | USオープン杯 | 北中米カリブ海 | 北中米カリブ海 | 通算 | 通算 |
| ---------- | ----------------------------------------- | ---------- | ------ | ------ | ------------ | ------------ | -------------- | -------------- | ---- | ---- |
| 1996       | メトロスターズ/ニューヨーク・レッドブルズ | MLS        | 29     | 0      |              |              |                |                |      |      |
| 1997       | メトロスターズ/ニューヨーク・レッドブルズ | MLS        | 30     | 0      |              |              |                |                |      |      |
| 1998       | メトロスターズ/ニューヨーク・レッドブルズ | MLS        | 31     | 0      |              |              |                |                |      |      |
| 1999       | カンザスシティ・ウィザーズ                | MLS        | 9      | 0      |              |              |                |                |      |      |
| 2000       | カンザスシティ・ウィザーズ                | MLS        | 31     | 0      |              |              |                |                |      |      |
| 2001       | カンザスシティ・ウィザーズ                | MLS        | 17     | 0      |              |              |                |                |      |      |
| 2002       | カンザスシティ・ウィザーズ                | MLS        | 17     | 0      |              |              |                |                |      |      |
| 2003       | カンザスシティ・ウィザーズ                | MLS        | 30     | 0      |              |              |                |                |      |      |
| 2004       | カンザスシティ・ウィザーズ                | MLS        | 21     | 0      |              |              |                |                |      |      |
| 2005       | ニューヨーク・レッドブルズ                | MLS        | 15     | 0      |              |              |                |                |      |      |
| 2006       | ニューヨーク・レッドブルズ                | MLS        | 20     | 0      |              |              |                |                |      |      |
| 通算       | USA                                       | USA        | 250    | 0      |              |              |                |                |      |      |
| 総通算     | 総通算                                    | 総通算     | 250    | 0      |              |              |                |                |      |      |

## 代表歴

### 出場大会
- アメリカ代表
  - 1990 FIFAワールドカップ
  - 1994 FIFAワールドカップ
  - 2002 FIFAワールドカップ

### 試合数
- 国際Aマッチ 100試合 0得点（1988年-2006年）[11]

| アメリカ代表 | 国際Aマッチ | 国際Aマッチ |
| 年           | 出場        | 得点        |
| ------------ | ----------- | ----------- |
| 1988         | 1           | 0           |
| 1989         | 7           | 0           |
| 1990         | 15          | 0           |
| 1991         | 16          | 0           |
| 1992         | 16          | 0           |
| 1993         | 18          | 0           |
| 1994         | 14          | 0           |
| 1995         | 0           | 0           |
| 1996         | 0           | 0           |
| 1997         | 0           | 0           |
| 1998         | 0           | 0           |
| 1999         | 3           | 0           |
| 2000         | 4           | 0           |
| 2001         | 3           | 0           |
| 2002         | 2           | 0           |
| 2003         | 0           | 0           |
| 2004         | 0           | 0           |
| 2005         | 0           | 0           |
| 2006         | 1           | 0           |
| 通算         | 100         | 0           |